# Acacia paraneura
Acacia paraneura é uma espécie de leguminosa do gênero Acacia, pertencente à família Fabaceae.